# Porter (Schiff, 1999)
Die USS Porter (DDG-78) ist ein amerikanischer Zerstörer der Arleigh-Burke-Klasse. Die United States Navy hat das Schiff nach Kommodore David Porter und seinem Sohn, Admiral David Dixon Porter benannt.
Ihr Heimathafen ist seit Mitte 2015 die andalusische Marinebasis Rota.

## Geschichte
DDG-78 wurde 1994 bestellt und Ende 1996 bei Ingalls Shipbuilding auf Kiel gelegt. Bereits im November des folgenden Jahres konnte die Einheit vom Stapel laufen. Nach der Endausrüstung und den Werfterprobungsfahrten konnte die Porter im März 1999 in Dienst gestellt werden. Nach einigen weiteren Testfahrten folgte von August bis November des Jahres die Post Shakedown Availability in der Werft von Ingalls.
Im November 2000 verlegte die Porter zu ihrer Jungfernfahrt, als Geleitschutz für den ebenfalls neuen Träger Harry S. Truman. 2003 nahm der Zerstörer mit Theodore Roosevelt an der Operation Iraqi Freedom teil. Während dieser war die Porter an Tomahawk-Abschüssen auf Ziele im Irak beteiligt. 2005/2006 verbrachte das Schiff eine Zeit im Mittelmeer.
2007 folgte ein Einsatz in der Expeditionary Strike Group um die Kearsarge. Während der Fahrt versenkte die Porter am 29. Oktober vor der Küste von Somalia zwei Skiffs, die von Piraten genutzt wurden, um ein Frachtschiff zu entern. Der Zerstörer reagierte auf einen Notruf des Frachters, der, wie erst später bekannt wurde, mit hochentzündlichem Benzol beladen war. Das entführte Schiff, die unter der Flagge Panamas fahrende Golden Mori, wurde daraufhin von Porters Schwesterschiff Arleigh Burke in somalische Gewässer verfolgt, wofür die Regierung des afrikanischen Landes erstmals die Genehmigung erteilte. Im Mai 2009 nahm die Porter an der Übung Joint Warrior im Nordatlantik teil. Mit der Enterprise verlegte der Zerstörer 2012 in Richtung Mittelmeer und Indischer Ozean.

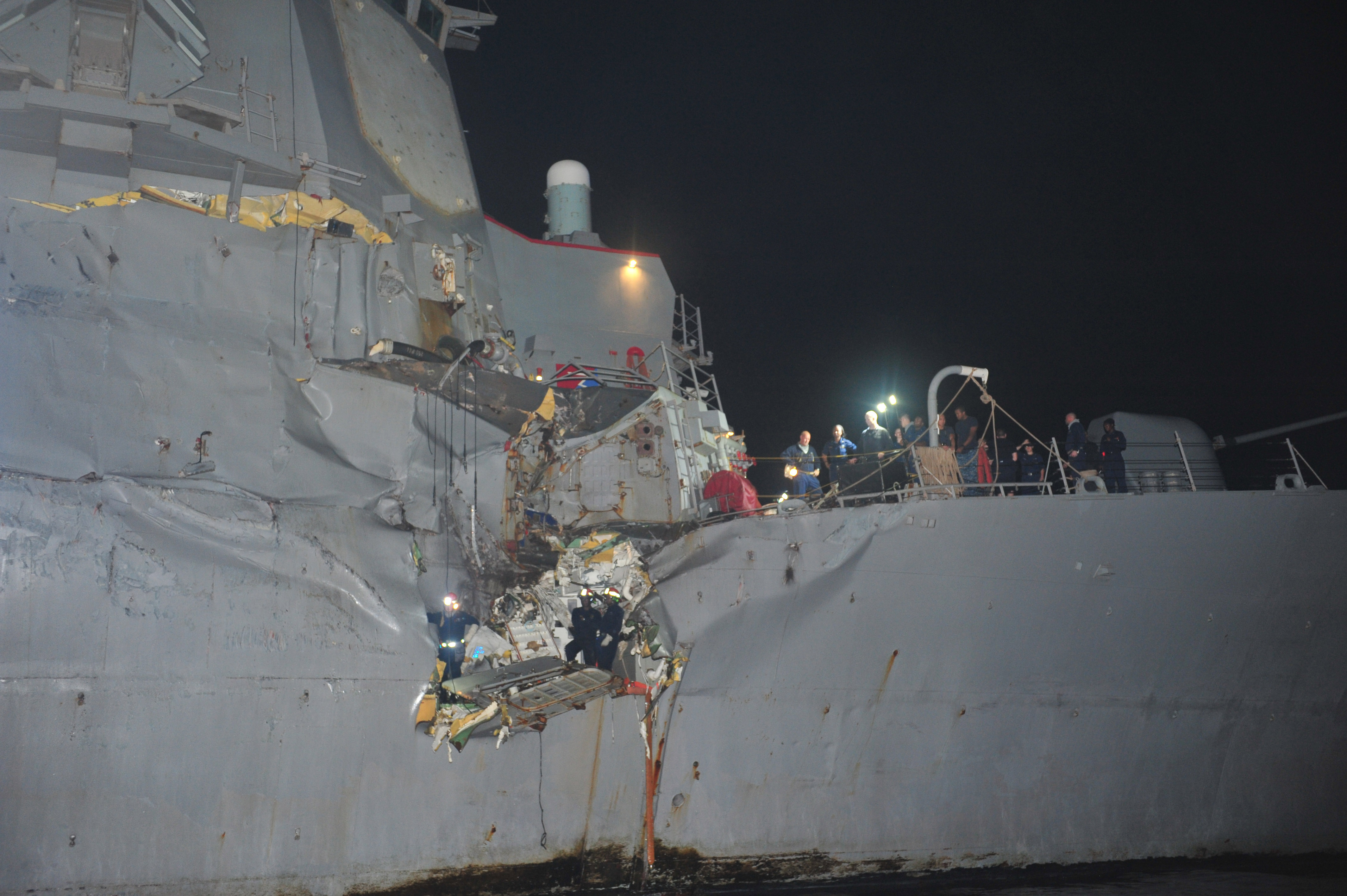
Die beschädigte Porter nach der Kollision 2012

In den frühen Morgenstunden des 12. Augusts 2012 kollidierte die Porter mit dem unter der Flagge Panamas fahrenden japanischen Motortanker Otowasan in der Straße von Hormus. Entsprechend einer Aussendung der 5. US-Flotte wurden bei der Kollision auf beiden Seiten keine Beteiligten verletzt. Die Porter konnte aus eigener Kraft den Hafen von Dschabal Ali in den Vereinigten Arabischen Emiraten zur Begutachtung und Reparatur anlaufen.
Ab 29. Juni 2015 ging das Schiff der 6. US-Flotte auf Patrouille. Vom 5. bis 17. Juli 2015 befand sich die Porter im Rahmen der Operation Atlantic Resolve und des Manövers Sea Breeze 2015 zusammen mit der Donald Cook im Schwarzen Meer. Es folgten Passing Exercise (PASSEX) mit den Marinen von Bulgarien, Rumänien, der Türkei und der Ukraine.
Am 10. Februar 2017 wurde die USS Porter vor der rumänischen Küste von mehreren russischen Kampfflugzeugen angeflogen, die ihre Transponder abgeschaltet hatten. Zunächst überflog eine Il-38 den Zerstörer in geringer Höhe, gefolgt von drei Su-24. US-Militärs warnten, dass das riskante Verhalten jederzeit zu Missverständnissen führen könne.
Am 7. April 2017 feuerten die Porter  und die Ross 59 Tomahawk-Marschflugkörper ab, um den syrischen Militärflugplatz asch-Schaʿirat anzugreifen.